# Irma Sèthe
Irma Sèthe, belgijska violinistka in glasbena pedagoginja, * 27. april 1876, Bruselj † 12. maj 1958, New York.
Irmo Sèthe je mama že v zgodnji mladosti seznanila z glasbo, leta 1890 pa je bila sprejeta na kraljevi konservatorij v Bruslju.
Leta 1898 se je z možem, ruskim filozofom Samuelom Saengerjem, preselila v Berlin in se zaposlila  v Berlinskem filharmoničnem orkestru. V zakonu sta  se jima rodili dve hčerki, Elizabeta in Magdalena.
Leta 1909 je postala Irma Sèthe članica Berliner Kammerspiel-Tria.
Sèthe je prenehala javno nastopati ob izbruhu prve svetovne vojne. Po moževi smrti leta 1944 se ji je postopoma slabšalo tudi duševno zdravje. Živela je pri svoji najstarejši hčerki Elizabeti v New Yorku, umrla je leta 1958, v starosti 82 let. Del njene osebne zapuščine je bila tudi violina, ki jo je uporabljala kot deklica, ta je junija 2022 postala del zbirke belgijske Kraljeve knjižnice.